# رنتسو د وکی
رنتسو دِ وِکی (ایتالیایی: Renzo De Vecchi؛ ‏ تلفظ ایتالیایی: [ˈrɛntso de ˈvɛkki]) بازیکن فوتبال اهل ایتالیا است که از سال ۱۹۱۰ میلادی عضو تیم ملی فوتبال ایتالیا بوده و در ۴۳ بازی ملی حضور داشته‌است. او در بازی‌های ملی‌اش گلی به ثمر نرساند.
رنتسو دِ وِکی آخرین بازی ملی خود را در سال ۱۹۲۵ میلادی انجام داد.